# Tracel de Cap-Rouge
Le tracelle de Cap-Rouge est un viaduc ferroviaire à tréteaux (ou pont à chevalets) situé dans le quartier de Cap-Rouge, à Québec. Achevé en 1908, il est toujours en service.

## Origine du nom
Il permet de franchir la vallée de la rivière du Cap Rouge, à l'extrémité ouest de la colline de Québec.
Le mot français tréteau (anc. fr. trestel), issu du bas-latin transtillum (une "traverse"), passé en anglais sous la forme trestle, est devenu en français du Québec tressel ou plus couramment tracel, pour désigner un pont à tréteaux.

## Historique

### Contexte historique et économique
Un premier chemin de fer transcontinental vers la Colombie-Britannique atteint la côte ouest en 1885. Un second projet transcontinental est lancé en 1903, puis un troisième vient compléter le réseau en 1915. C'est dans le projet du second transcontinental que s'inscrit la construction du viaduc.

### Étude du tracé et du viaduc
Le tracé de la ligne fut approuvé en 1905 ou 1906. Le choix du franchissement de la vallée par un viaduc aussi important, alors qu'il était possible de contourner la vallée par le nord, a été dicté par la volonté d'éviter absolument les rampes un peu fortes et les virages à court rayon, conformément aux prescriptions de l'époque.

### Construction et mise en service

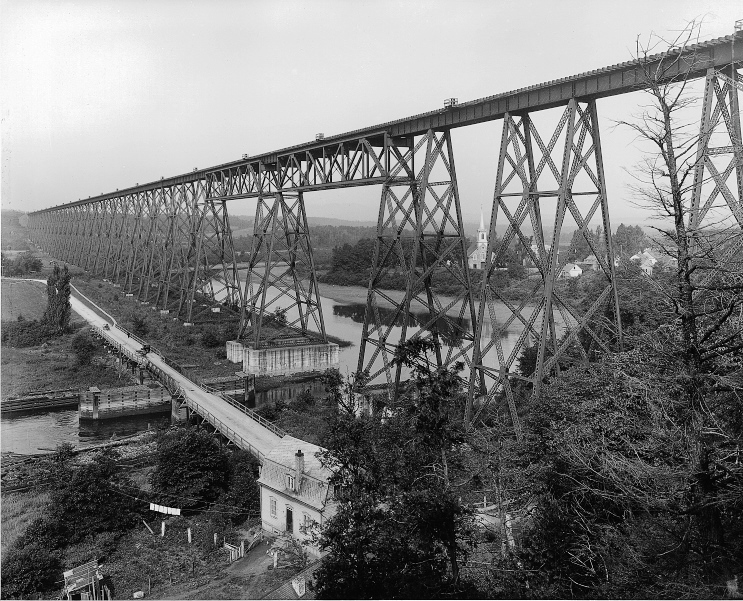
Le tracel en 1916.

Très vite, la construction des fondations, en 1906, s'avéra plus difficile que prévu, en raison du sol très instable du lit de la rivière. Il fut alors décidé de recourir à la technique très lourde du fonçage par caissons sous pression, et de supprimer une tour sur deux dans ce secteur, en renforçant considérablement la structure des piliers centraux et en remplaçant le tablier de ces travées longues par des poutres à treillis. 
Ces difficultés rendent impossible la livraison du viaduc en 1907, ainsi qu'il était prévu. Mais l'effondrement du pont de Québec, le 29 août 1907, auquel le tracel est directement lié, rend inutile toute hâte dans sa construction : les rails sont posés entre 1908 et 1911, les travaux sont achevés en 1913, et le viaduc est mis en service la même année. Les trains doivent traverser le fleuve Saint-Laurent sur des traversiers, en attendant la mise en place réussie de la travée centrale du pont de Québec, en 1917.

## Techniques de construction

### Les tréteaux ou chevalets

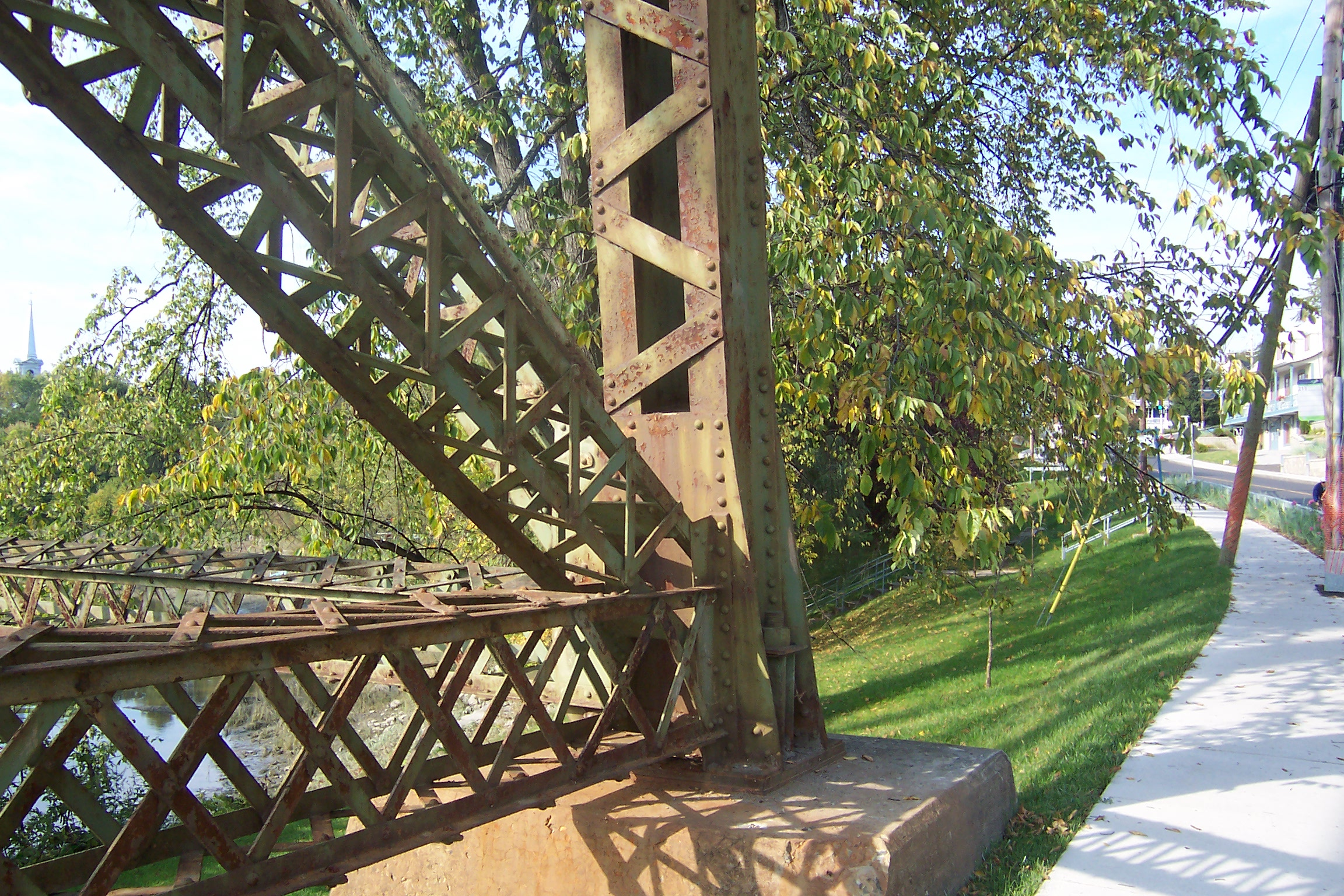
Vue rapprochée de la structure

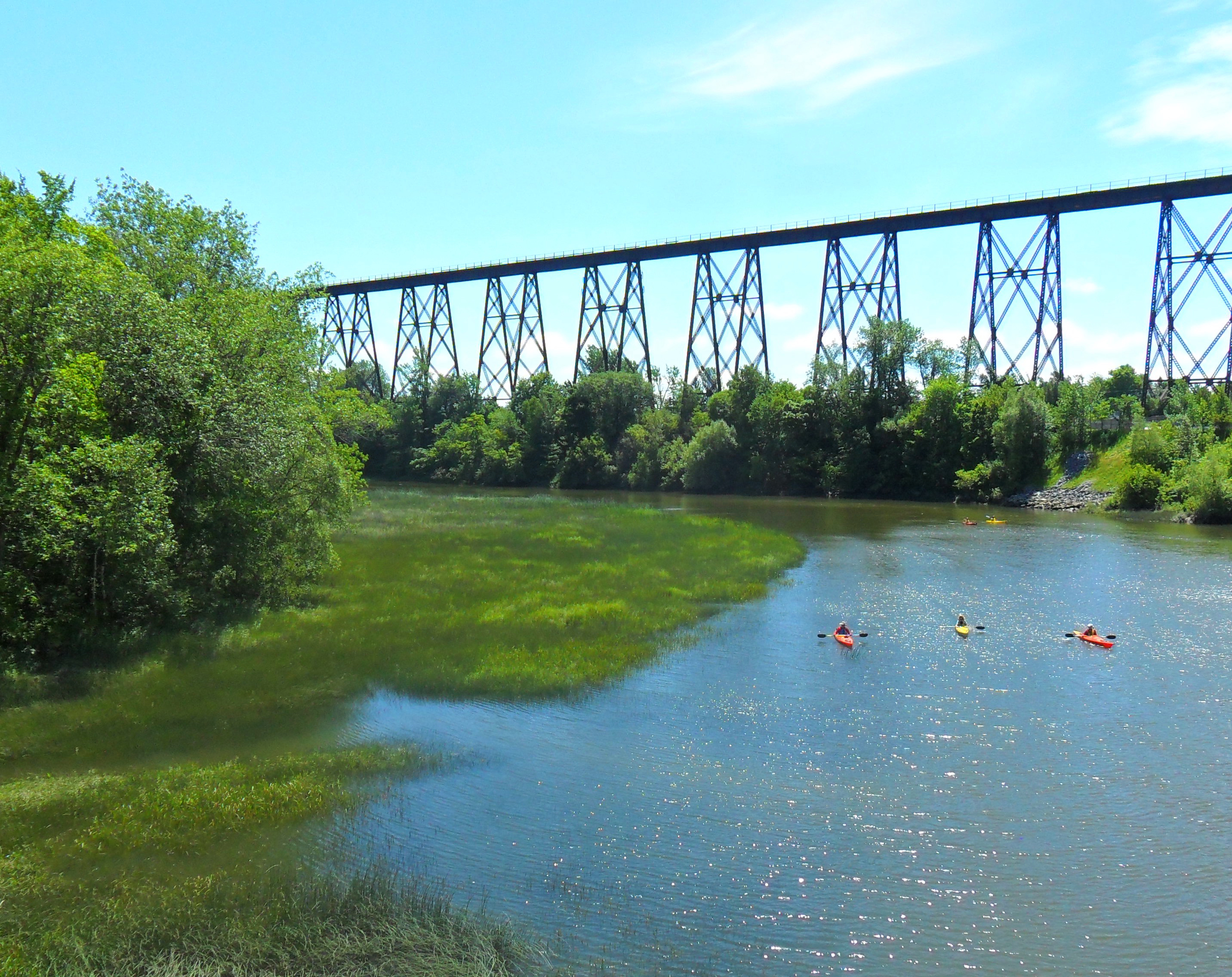
Le tracel franchit la rivière du Cap Rouge.

Les ponts à tréteaux (ou ponts à chevalets) sont très présents sur tout le continent américain, au point de symboliser les exploits des constructeurs de chemins de fer du XIXe siècle. Ils sont très connus dans le monde entier, grâce au cinéma qui exploite toutes les possibilités de spectacles vertigineux et d’acrobaties qu’ils peuvent suggérer. Ils ont d’abord existé en bois, puis sur tréteaux de fer extrêmement grêles et économes de matière, comme le fut le pont de Kinzua dans sa première version (1882), et souvent ensuite renforcés ou convertis en acier au début du XXe siècle. C’est à cette ultime génération de ponts élaborés, faisant appel aux nouvelles techniques du rivetage à chaud, des poutres en treillis et du fonçage à l’air comprimé qu’appartient le tracel de Cap-Rouge.

### Le fonçage par caissons à air comprimé
Le lit de la rivière étant particulièrement meuble, il a fallu recourir à la coûteuse et difficile technique du fonçage par caissons pressurisés pour établir des fondations solides sous les chevalets principaux. 
Les ouvriers travaillaient dans des conditions très difficiles dans une chambre métallique sous pression, lestée par du béton : le caisson s'enfonçait peu à peu, verticalement, dans la vase et le sol alluvionnaire, à mesure que les ouvriers retiraient la matière boueuse. Deux tubes verticaux reliaient la chambre de travail aux sas situés en surface, l’un réservé à l’accès du personnel, l’autre pour l’évacuation des déblais.
Cette méthode est très semblable à celle pratiquée dans le même temps (1907) pour les travaux de passage sous la Seine de la ligne 4 du métro de Paris entre les stations Cité et Saint-Michel, et comparable à celle du fonçage des pylônes du pont de Brooklyn, un quart de siècle plus tôt.

### Le rivetage au lancer
Les documents d’époque montrent comment chaque rivet chauffé à blanc était lancé verticalement à l’aide d'une pince : un collègue attrapait au vol le rivet dans un entonnoir métallique avant de le renvoyer encore plus haut, à la pince, vers un autre ouvrier, et ainsi de suite, jusqu’à l’acheminer vers le lieu d'utilisation, où le rivet était posé à coups de masse : ce périlleux exercice demandait à coup sûr force et adresse.

## Le tracel aujourd'hui
La haute et longue silhouette du viaduc domine depuis un siècle le doux paysage de l'embouchure de la rivière du Cap Rouge, avec ses pittoresques maisons aux couleurs vives. Les avis sont très partagés sur l'esthétique de l'ouvrage. Les plus philosophes parmi les riverains disent que, puisqu'il faut vivre avec lui, autant le trouver beau ! Les historiens et les visiteurs y voient un témoignage du savoir-faire des anciens ingénieurs et constructeurs, et l'un des plus magnifiques exemples de monument de l'archéologie industrielle.

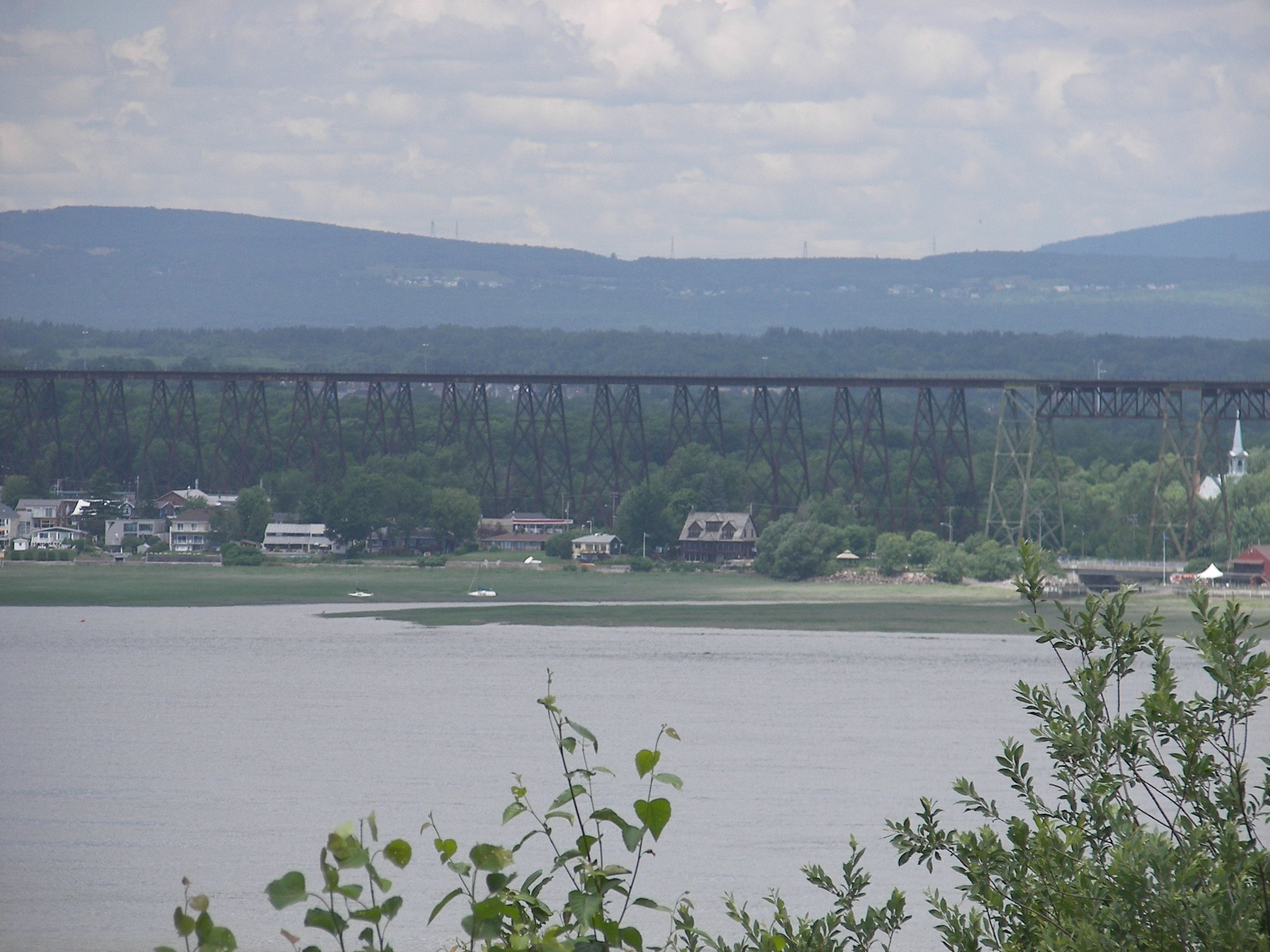
Pont ferroviaire Cap Rouge.
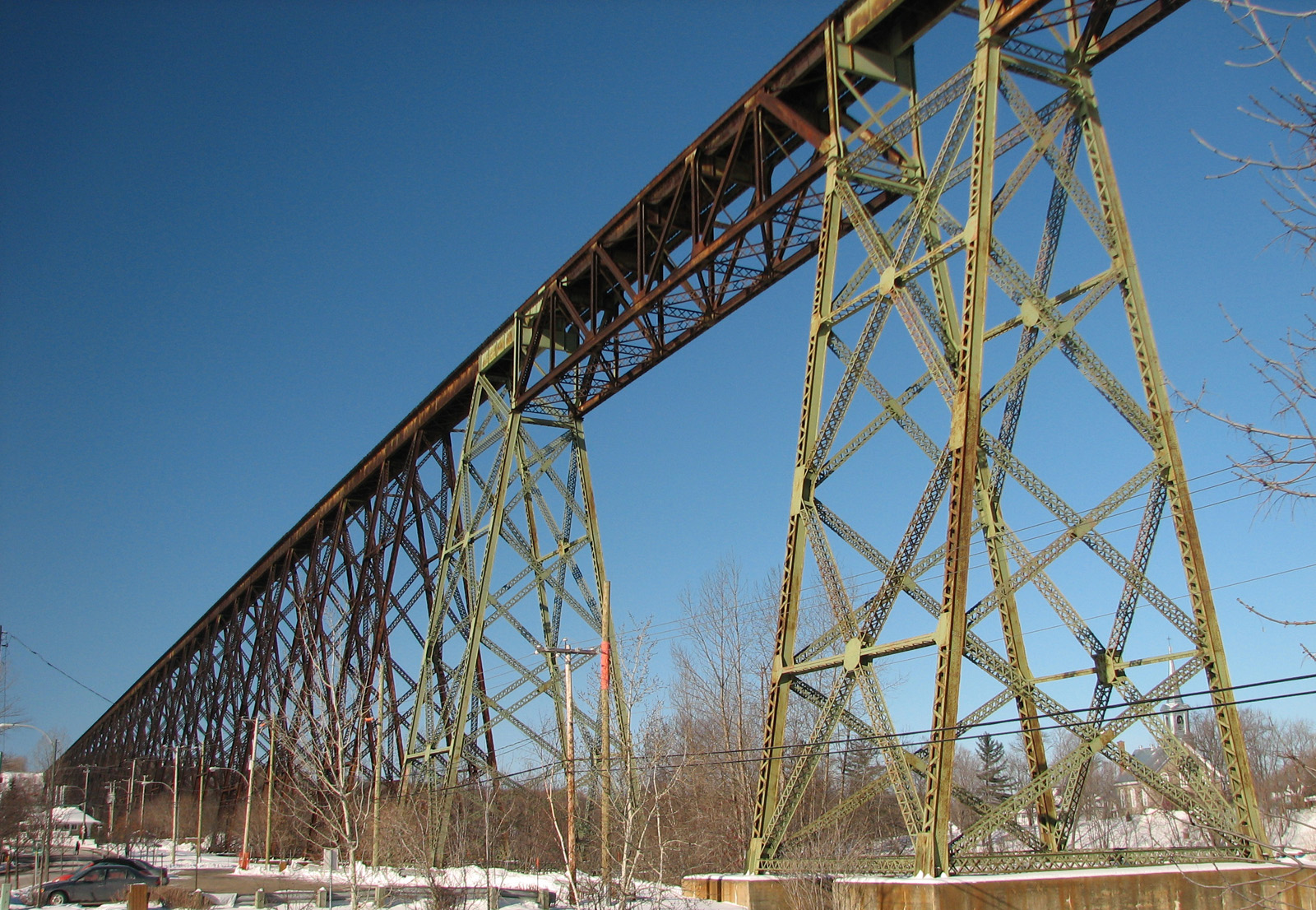
Structure métallique
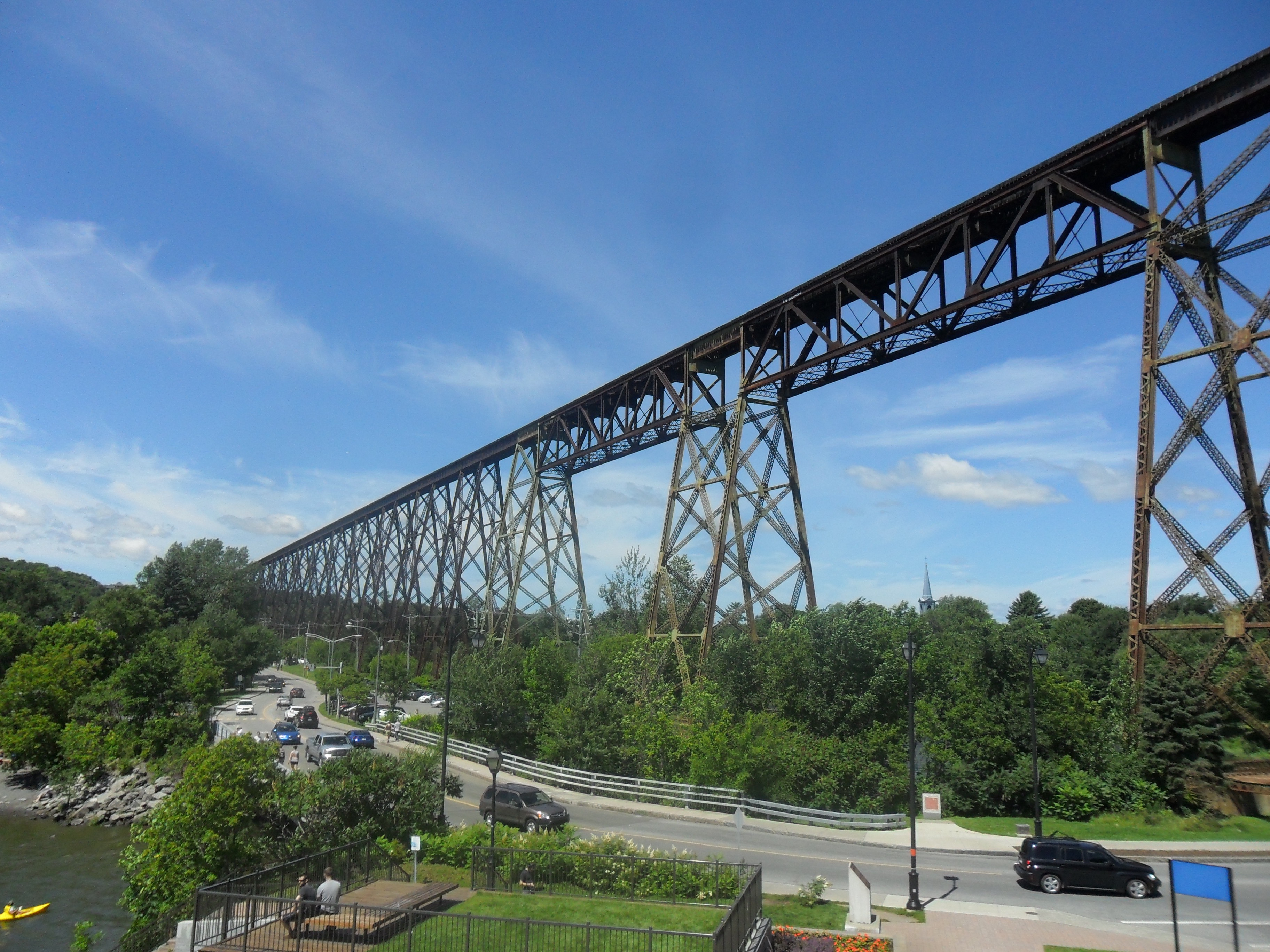
Le tracel et la rue Saint-Félix

## Hommages
La rue du Tracel a été nommée en l'honneur de l'ouvrage, en 1985, dans l'ancienne ville de Cap-Rouge, maintenant présente dans la ville de Québec.